# Grupa wtórna
Grupa wtórna – typ grupy społecznej przeciwstawny wobec grupy pierwotnej. Charakteryzuje się względnie małą trwałością i wielością członków. Grupy wtórne tworzone są dla osiągnięcia określonego celu, charakteryzują się formalnym i rzeczowym typem więzi, przy czym komunikacja między członkami grupy ma charakter nieosobowy (np. partie polityczne). Często grupy wtórne rozwiązywane są po zrealizowaniu określonego celu, do którego zostały powołane. Grupy tego typu przeważają w społeczeństwie przemysłowym i poprzemysłowym.